# دقائق ضئيلة أحادية الخلية
دقائق ضئيلة أحادية الخلية (الاسم العلمي: Pusillimonas) هي جنس من البكتيريا، سلبية الغرام، تتبع فصيلة المقليات.